# Recea, Brașov
Recea (în maghiară Vajdarécse) este satul de reședință al comunei cu același nume din județul Brașov, Transilvania, România. Se află la 12 km depărtare de Făgăraș.

## Istoric
Recea de astăzi a rezultat prin comasarea așezărilor Vaida-Recea (în maghiară Vajdarécse, în germană Waywodretschen, în trad. „Recea Voivodală”) și Telechi-Recea (în maghiară Telekirécse), cunoscută și ca „Recea Telechiană”. Comasarea a avut loc după cel de-Al Doilea Război Mondial.

## Demografie
La recensământul (conscripțiunea) realizat(ă), în Ardeal, în anul 1733, la cererea episcopului greco-catolic de la Blaj, Ioan Inocențiu Micu-Klein, în localitatea românească (Locus valachicus) Vaida-Recea, erau recenzate 90 de familii, (în medie, cu câte 5 membri fiecare). Cu alte cuvinte, în Vaida-Recea anului 1733, trăiau circa 450 de români. Aflăm, din registrul aceleiași conscripțiuni, că erau recenzați în localitate trei preoți: Rád, Luka și Jene (Radu, Luca și Ene), toți trei neuniți (adică ortodocși). La Telechi-Recea erau recenzate  69 de familii, adică vreo 345 de români. Aici auu fost recenzați trei preoți neuniți: Gligorie, Iuon și Vaszilie. Numele localităților (Vajda-Récse și respectiv Teleki-Récse), precum și al preoților erau redate cu alfabetul limbii maghiare întrucât registrele recensământului urmau să fie date unei comisii formate din neromâni, în majoritate maghiari.
La recensământul din 1930 au fost înregistrați la Vaida-Recea 670 locuitori, dintre care 652 greco-catolici, 10 baptiști, 6 ortodocși și 2 romano-catolici.
La Telechi-Recea au fost înregistrați 688 locuitori, dintre care 480 greco-catolici, 200 ortodocși și 2 reformați.

## Turism
Din Recea, prin satul Dejani, se poate ajunge, în circa 6-7 ore, în Curmătura Brătilei din creasta Munților Făgăraș, de unde există trasee spre Piatra Craiului și spre Iezer-Păpușa.

## Personalități
- Ioan Boeriu (n. 10 octombrie 1859, Vaida-Recea - d. 1949, Sibiu), feldmareșal cezaro-crăiesc (general al armatei imperiale austro-ungare), baron, apoi, după 1918, general de corp de armată în România Mare;
- La Netotu s-a născut Ioan Gavrilă Ogoranu, conducătorul grupului de luptători anticomuniști care a acționat în Munții Făgărașului între anii 1949 - 1956 printre care și Miloșan Pandele și Liviu Receanu din Dejani. Ioan Gavrilă Ogoranu, acest veritabil erou, a decedat la începutul lunii mai 2006.
- Virgil Fulicea (1907-1979), sculptor și profesor universitar la Cluj-Napoca, s-a născut la Vaida-Recea.
- În Telechi-Recea s-a născut Aurel Vijoli, fost viceguvernator, guvernator și președinte al Băncii Naționale a României (1945-1952), adjunct al ministrului Finanțelor, ministru al Finanțelor (n. 1902- d. 1981).
- Ilarion Urs (n. 4 martie 1955), stareț al Mănăstirii Sâmbăta de Sus (2000-2015) și episcop-vicar al Arhiepiscopiei Sibiului (din 2015)

## Imagini

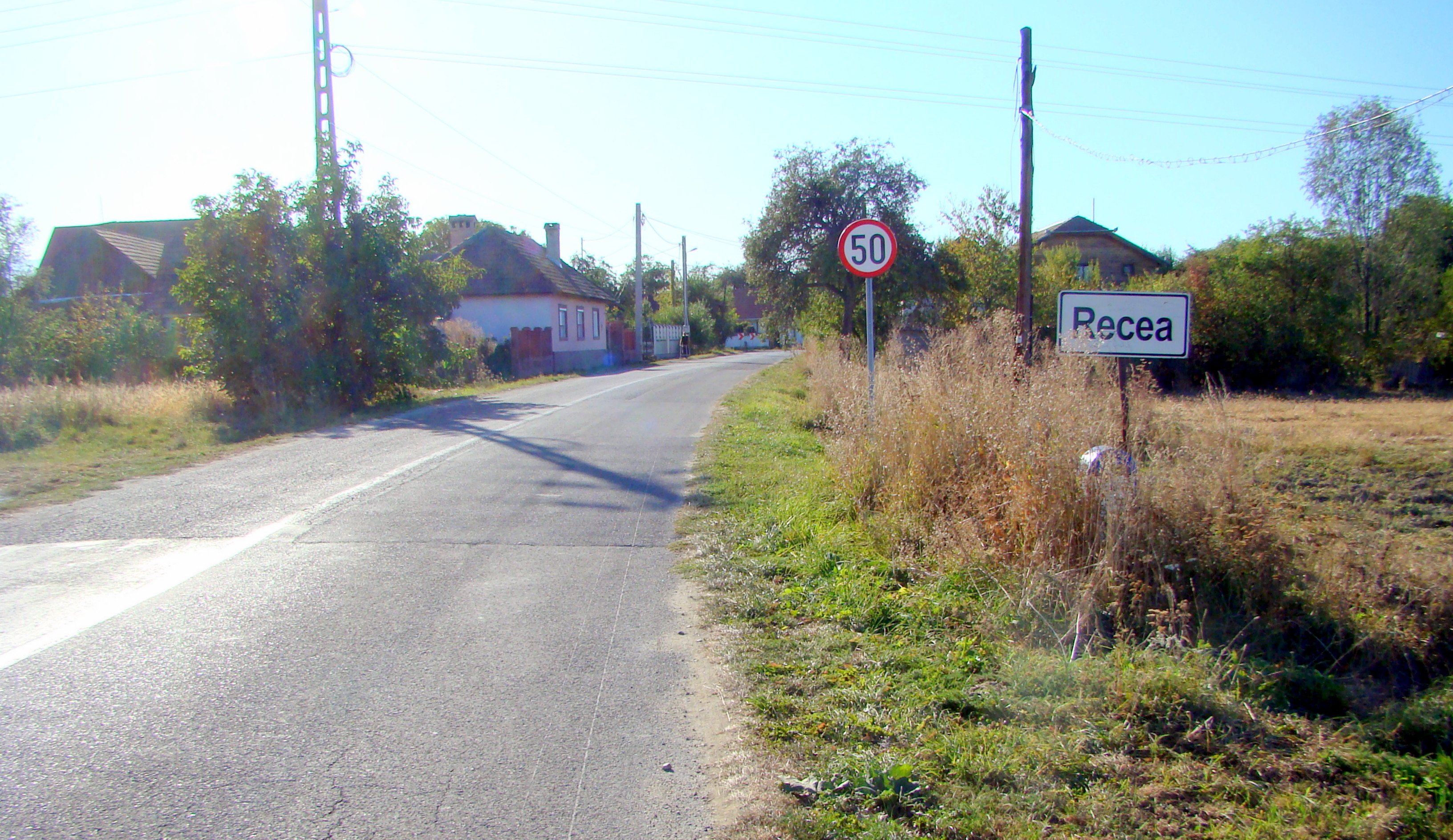
Intrarea în localitate
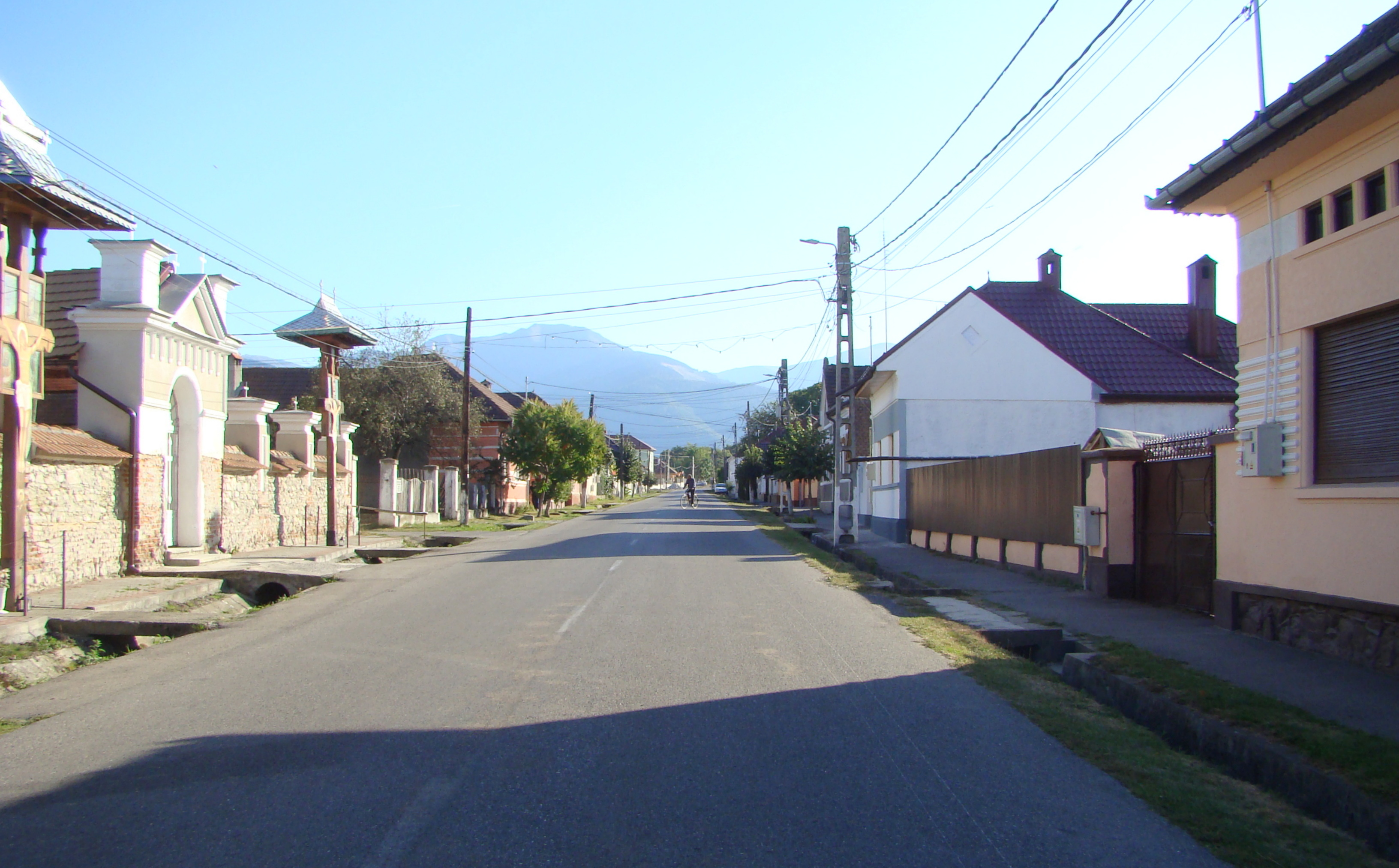
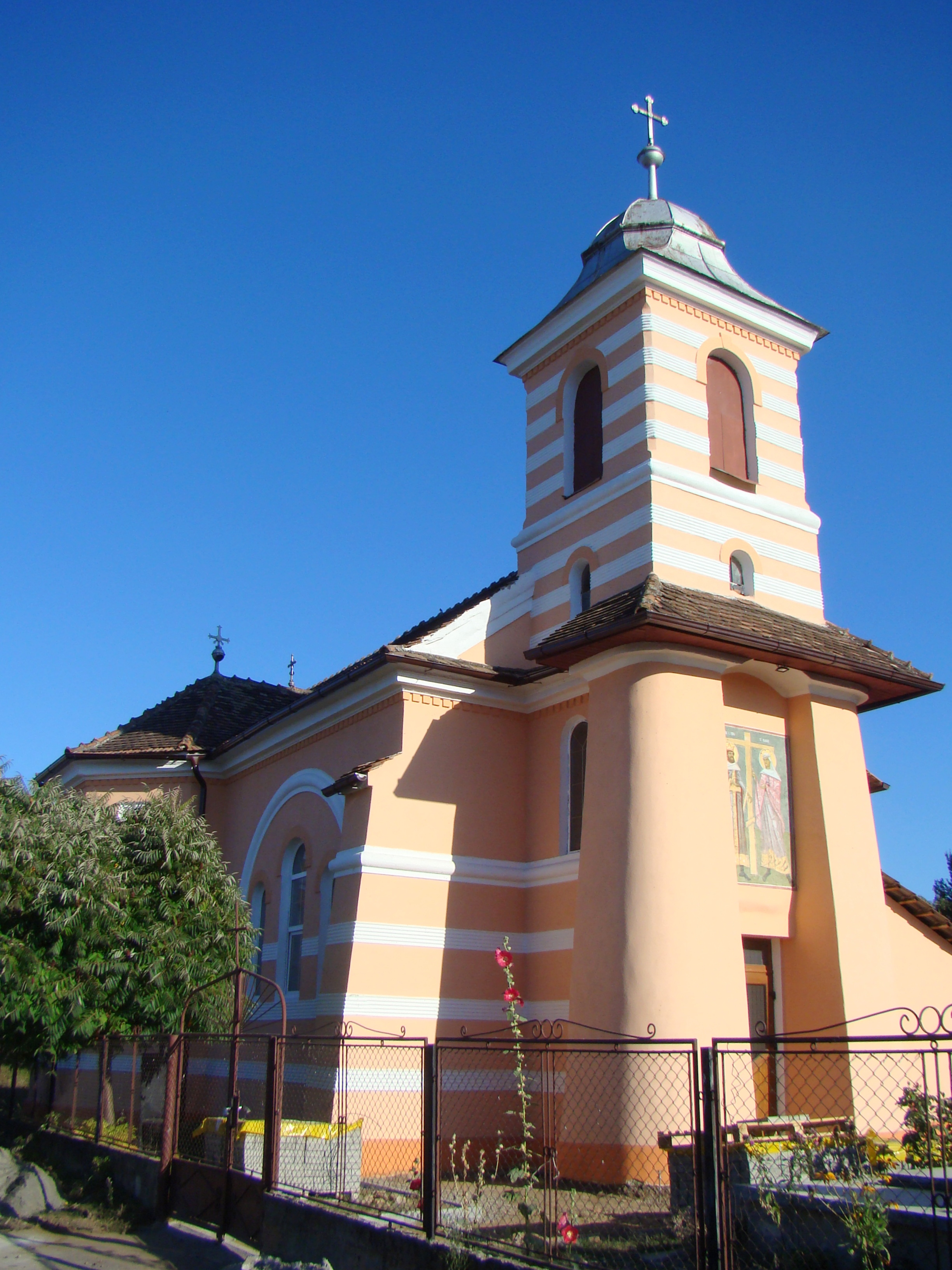
Biserica „Sfinții Împărați Constantin și Elena”
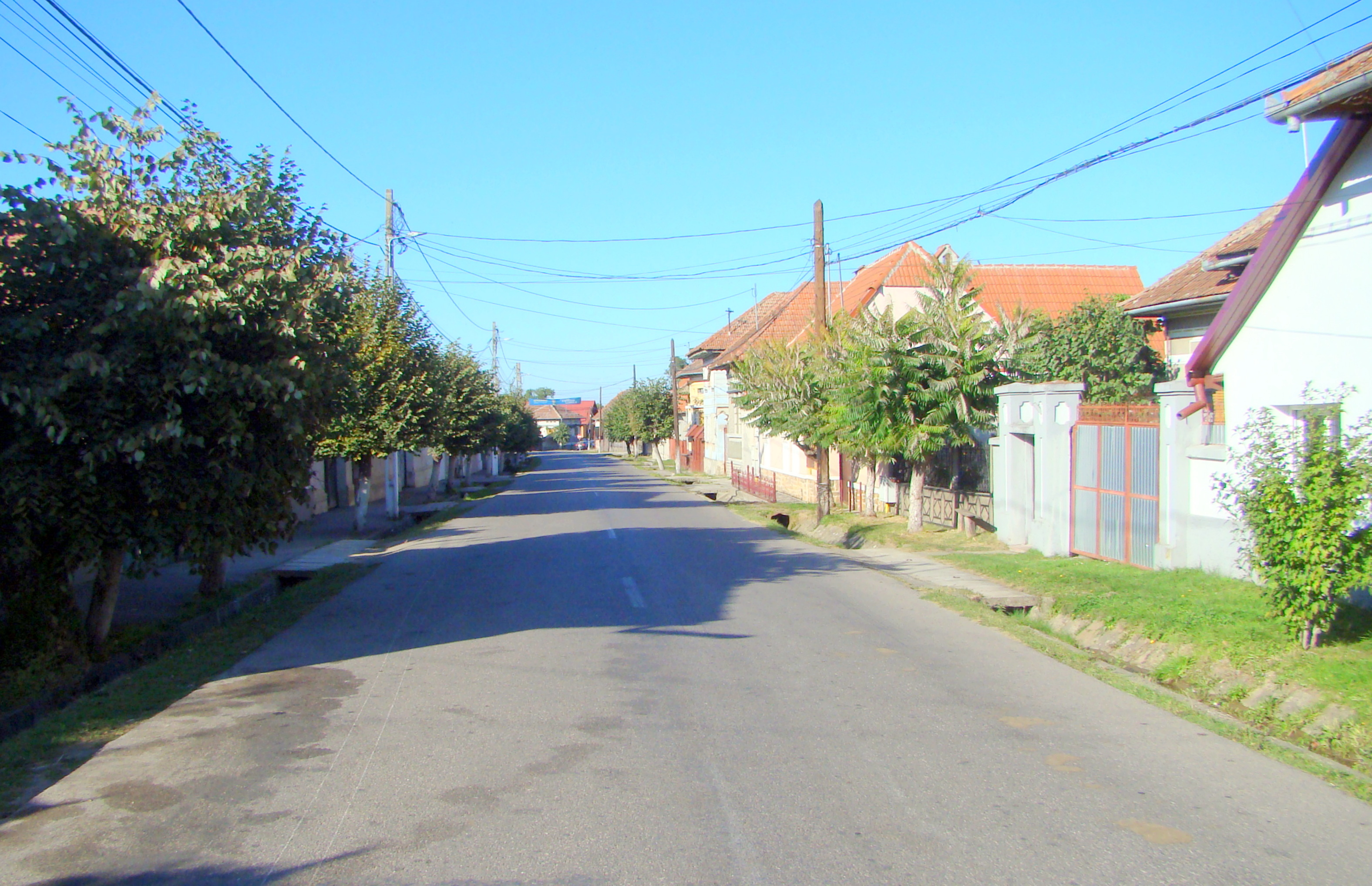
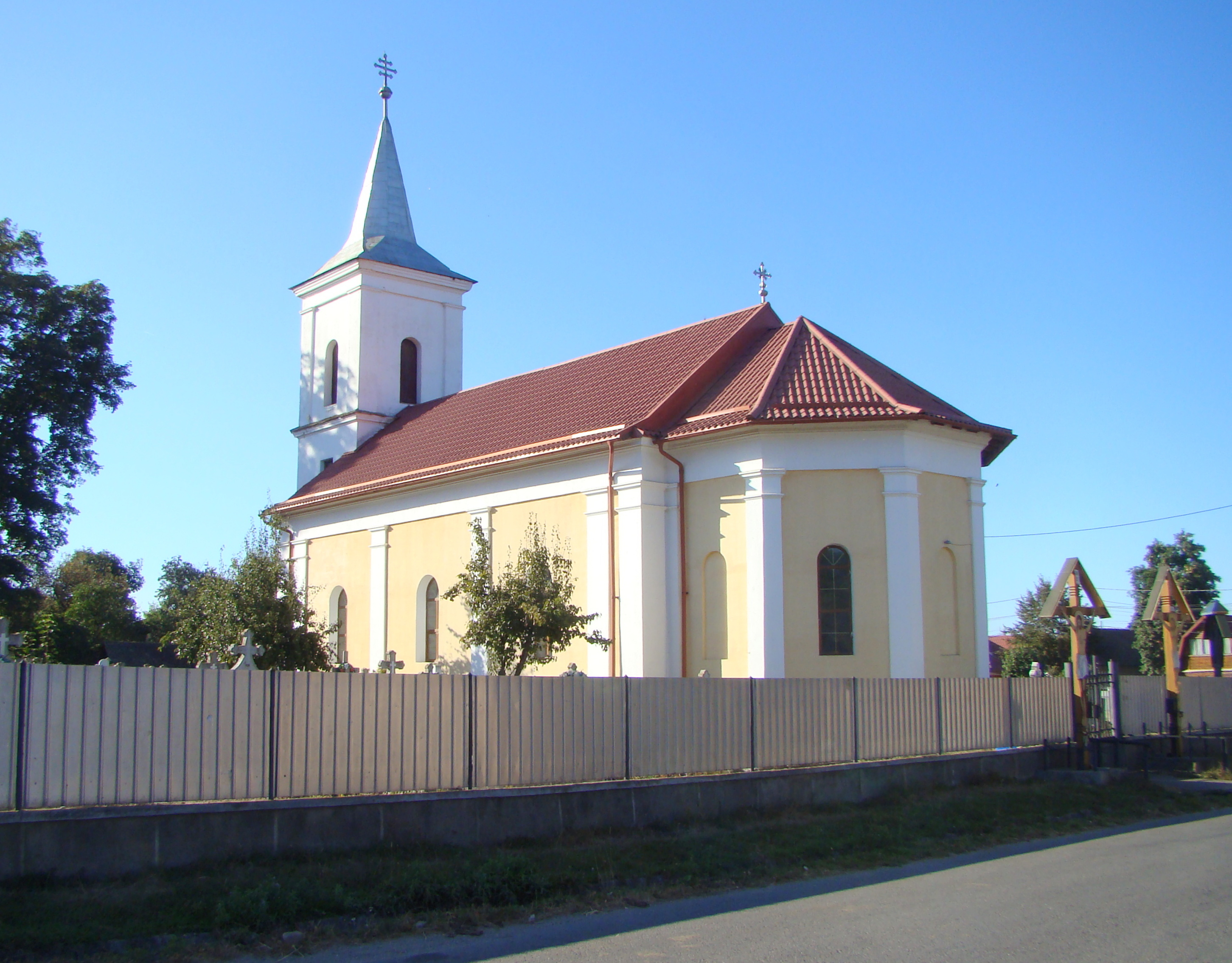
Biserica „Sfinții Arhangheli”